# Kernstadt

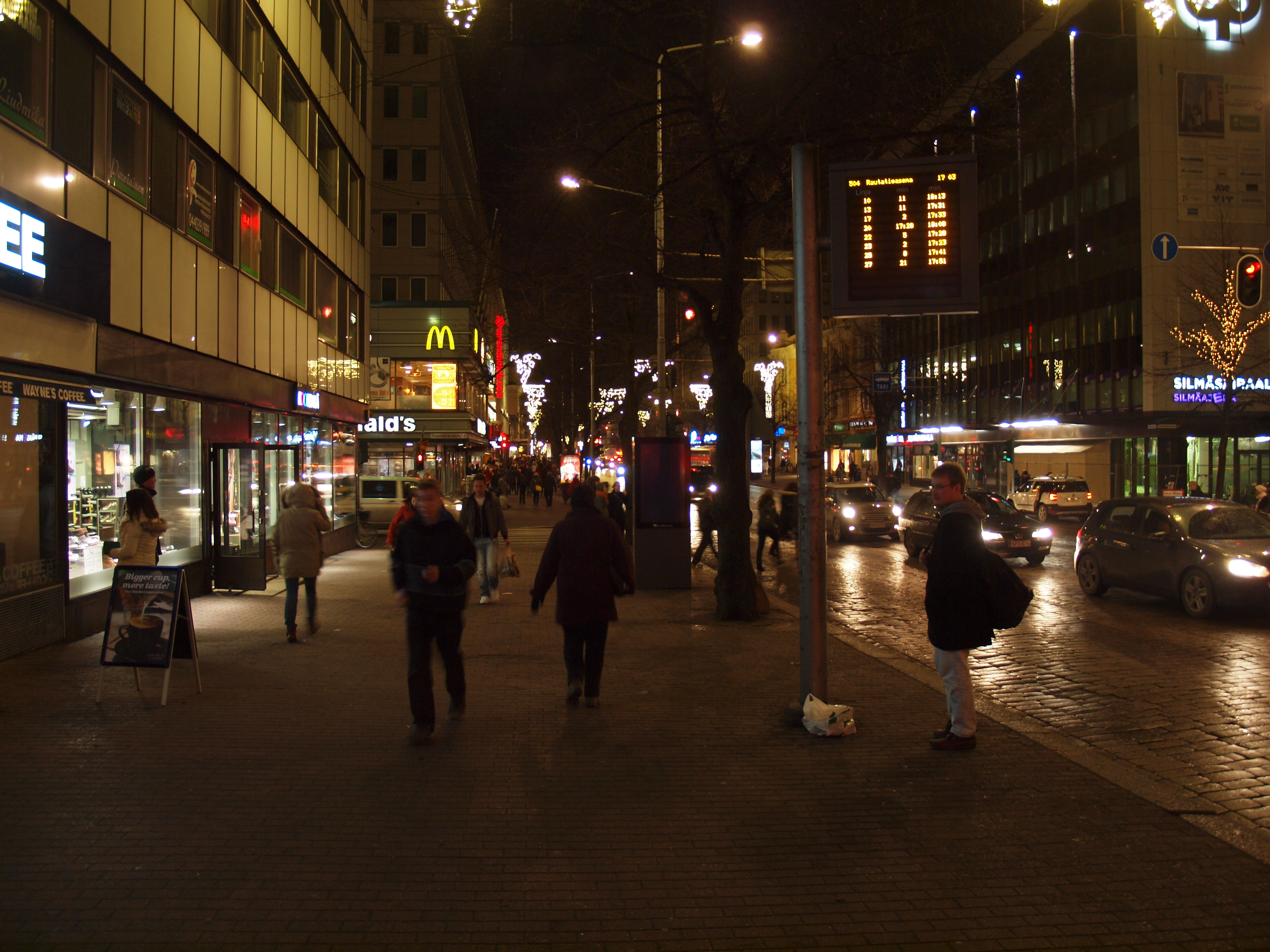
Kernstadt in Tampere, Finnland

Der Ausdruck Kernstadt bezeichnet den Zentralbereich einer Stadt.
- Umgangssprachlich den namensgebenden historischen Hauptort einer Stadt, im Unterschied zu anderen heute auch zur Stadt gehörenden Ortsteilen, die zum Beispiel im Zuge einer Gemeindereform eingemeindet wurden.
- In der Stadtplanung und Anthropogeographie das Stadtgebiet des zentralen Ortes einer Stadtregion als administrative Verwaltungseinheit. Im Gegensatz dazu stehen die suburbanen Vororte. Außerhalb von Kernstädten im geographischen Sinn liegen oft Trabantenstädte und Satellitenstädte.

## Hintergrund
Oftmals wird Kernstadt mit Innenstadt oder Stadtzentrum gleichgesetzt. Unter Innenstadt versteht man jedoch nur die eigentliche Mitte einer Stadt, also das Zentrum mit den Geschäftsstraßen, die meist als Fußgängerzonen umgestaltet wurden.
Anhand der baden-württembergischen Landeshauptstadt Stuttgart sollen die beiden Begriffe verdeutlicht werden:
- Die Kernstadt Stuttgart umfasst die ursprüngliche Stadt Stuttgart, vor der ersten Eingemeindung Ende des 19. Jahrhunderts. Heute sind dies die Stadtbezirke Mitte, Nord, Süd, Ost und West.
- Die Innenstadt Stuttgart umfasst die Mitte mit Rathaus, Hauptbahnhof, Königstraße und allen umliegenden Geschäftsstraßen, die zum Großteil als Fußgängerzone umgestaltet wurden: Heute ist dies der Stadtbezirk Mitte.

Auch zwischen Kernstadt und Altstadt ist zu unterscheiden: Altstadt ist der historische Stadtkern, wie er erhalten ist, Kernstadt aber bezieht sich auf den aktuellen Zustand.